# Nikolett Kiss
Nikolett Kiss (født. 23. juli 1996 i Budapest) er en kvindelig ungarsk håndboldspiller, der spiller for Érdi VSE.